# Rozas (Burgos)
Rozas es una localidad del municipio burgalés de Merindad de Valdeporres, en la Comunidad Autónoma de Castilla y León.
La iglesia está dedicada a san Juan Bautista.

## Localidades limítrofes
Confina con las siguientes localidades:
- Al noreste con La Parte de Sotoscueva.
- Al este con Villamartín de Sotoscueva.
- Al sur con San Martín de Porres.
- Al suroeste con Dosante.
- Al oeste con Busnela.

## Demografía
Evolución de la población
| Gráfica de evolución demográfica de Rozas entre 2000 y 2019        |
|                                                                    |
| Población de derecho (2000-2019) según el padrón municipal del INE |

## Historia
Así se describe a Rozas en el tomo XIII del Diccionario geográfico-estadístico-histórico de España y sus posesiones de Ultramar, obra impulsada por Pascual Madoz a mediados del siglo XIX:

Lugar en la provincia, diócesis, audiencia territorial y capitanía general de Burgos (15 leguas), partido judicial de Villarcayo (3), ayuntamiento titulado de la Merindad de Valdeporres (1/4); Situado en una ladera a la izquierda del río Engaña y dividido en 2 barrios por una loma, de los cuales el uno lleva el nombre del pueblo y el otro el del Río Arriba; su clima es frío; reinan con especialidad los vientos N y O y las enfermedades más comunes son las pulmonías y fiebres catarrales; tiene 16 casas de mala construcción; un palacio medio arruinado del conde de la Revilla; una iglesia parroquial (San Juan Bautista) y un cementerio junto a dicho palacio; el curato es de provisión del mencionado conde y está servido por un cura párroco y un sacristán; los habitantes del barrio de Rozas se surten para beber y demás usos, de las aguas de un arroyo llamado del Agua-buena y los del otro de las del río Engaña. El término confina N y O con terreno común de toda la merindad; E con la peña titulada de Paño, y S con San Martín de Porres; su terreno es de mala calidad y todo él secano a excepción de unas 3 fanegas de sembradura que hay de regadío, cuyo abono proporciona el indicado arroyo que, naciendo de la fuente de su mismo nombre, va a unirse junto a San Martín de Porres, al río Engaña; este corre en dirección de NO a E; tiene sobre él 2 puentes de madera titulados el uno de la Engaña y el otro de San Martín de Porres; a la parte O del término hay un monte conocido con el nombre de la Dehesa de Rozas, poblado principalmente de robles y junto al mencionado palacio un soto llamado el Bosque, que cría robles, castaños y álamos. Hay también varios prados naturales y una cantera de piedra granito de buena calidad; los caminos se hallan en mal estado y conducen a dicho San Martín y a la merindad de Sotoscueva; Correos: se reciben de la capital del partido por valijero. Las producciones son trigo, centeno, cebada, lino, legumbres, maíz, patatas y algunas frutas y hortalizas; cría ganado lanar, vacuno, cabrío y caballar; caza de liebres y perdices y pesca de truchas y anguilas. Industria: la agrícola. Población: 12 vecinos, 44 almas. Capital productivo: 78.800 reales. Imponible: 6.415.
Diccionario geográfico-estadístico-histórico de España y sus posesiones de Ultramar